# Giuseppe Asclepi
Giuseppe Maria Asclepi (1706 — 1776) foi um físico e astrônomo italiano. Foi sacerdote jesuíta e diretor do observatório da Pontifícia Universidade Gregoriana.
Entre as suas obras contam-se:
- De veneris per solem transitu exercitatio astronomica habita in Collegio Romano (Roma, 1761).
- De objectivi micrometri usu in planetarum diametris metiendis. Exercitatio optico-astronomica habita in Collegio Romano a Patribus Societatis Jesu (Roma, 1765).
- De cometarum motu exercitatio astronomica habita in collegio Romano patribus Societatis Jesu.Prid.Non.Septem (Roma, 1769).

A cratera lunar Asclepi foi nomeada em sua homenagem.